# Нигматов, Уткиржон Исматилло угли
Уткиржон Исматилло угли Нигматов (узб. O'tkirjon Ismatillo o'gli Nigmatov; род. 10 сентября 1990 года, Самаркандская область, Узбекская ССР) ― узбекский дзюдоист-паралимпиец, выступающий в весовой категории до 66 кг. Чемпион Летних Паралимпийских игр 2016 года, призёр Чемпионатов мира, победитель Летних Параазиатских игр, призёр этапом Кубка мира и Гран-при по парадзюдо.

## Карьера

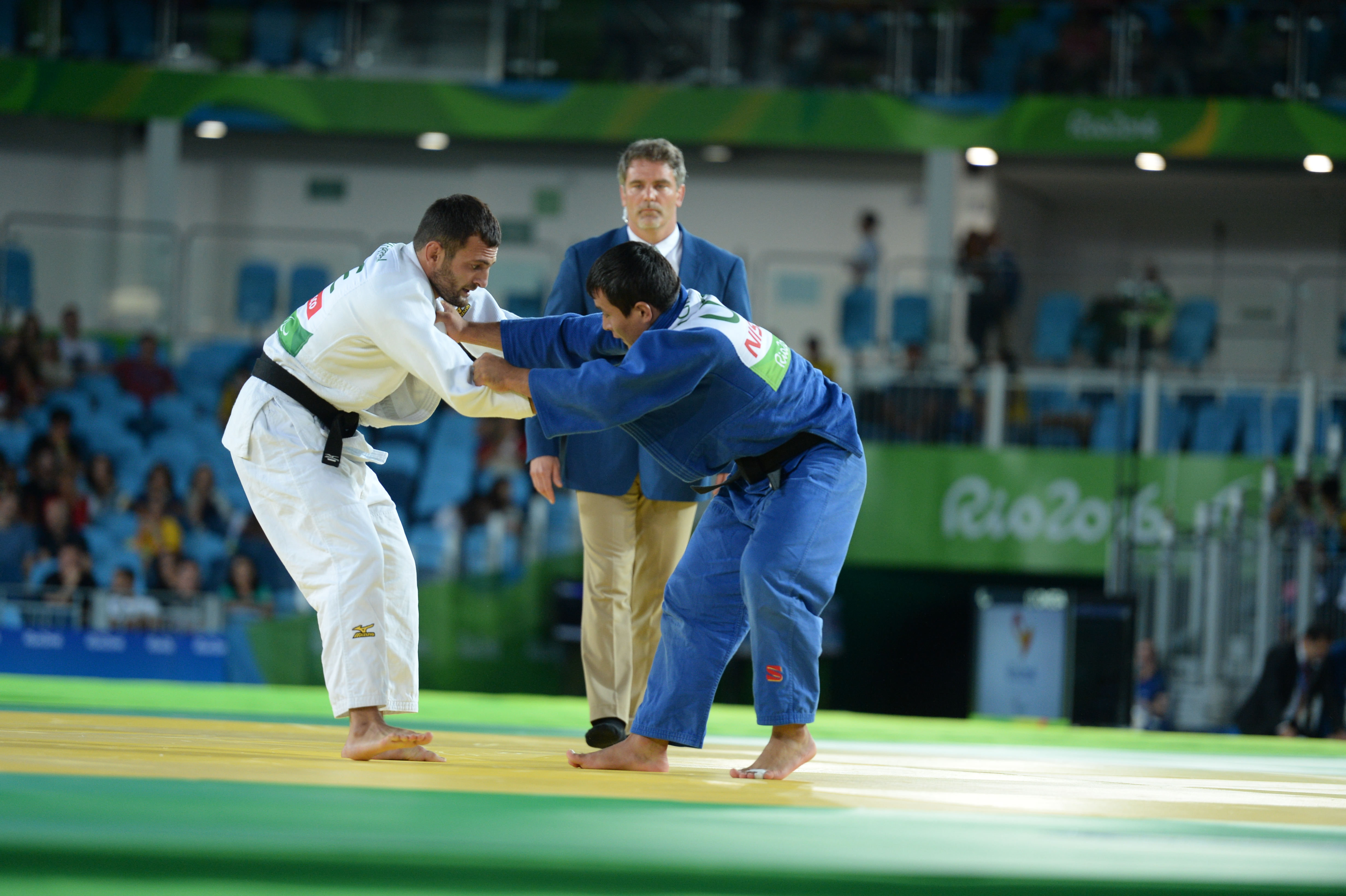
Финал Паралипиады-2016. Нигматов против азербайджанца Байрама Мустафаева.

В 2014 году на Чемпионате мира по дзюдо среди слепых и слабовидящих в Колорадо (США) выиграл серебряную медаль в своей весовой категории, проиграв в финале Байраму Мустафаеву из Азербайджана. В 2015 году на Всемирных играх среди слепых и слабовидящих в Сеуле (Республика Корея) в соревновании по дзюдо в весовой категории до 66 кг в финале одержал победу над монгольским дзюдоистом Мункхбат Аажим.
В 2016 году на Летних Паралимпийских играх в Рио-де-Жанейро (Бразилия) в весовой категории до 66 кг в финале одержал победу над азербайджанским дзюдоистом Байрам Мустафаевым и выиграл олимпийскую золотую медаль. В этом же году президент Узбекистана Шавкат Мирзиёев наградил Уткиржона почетным званием «Узбекистон ифтихори» («Гордость Узбекистана»).
В 2018 году на Летних Параазиатских играх в Джакарте (Индонезия) в весовой категории до 66 кг в финале одержал победу над казахским дзюдоистом Азаматом Турумбетовым и выиграл золотую медаль игр. На этих же соревнованиях в команде Узбекистана завоевал бронзовую медаль. В этом же году на Чемпионате мира по дзюдо среди слепых и слабовидящих в Лиссабон (Португалия) выиграл бронзовую медаль в своей весовой категории.
В 2021 году выиграл серебро на этапе Гран-при по дзюдо среди слепых и слабовидящих в Баку (Азербайджан) в весовой категории до 66 кг, проиграв в финале азербайджанцы Намиг Абаслы.